# Decetia fuscibrunnea
Decetia fuscibrunnea är en fjärilsart som beskrevs av W. Warren 1902. Decetia fuscibrunnea ingår i släktet Decetia och familjen Uraniidae. Inga underarter finns listade i Catalogue of Life.